# Aulacocyclinae
Aulacocyclinaees una subfamilia de coleópteros polífagos perteneciente a la familia Passalidae.

## Géneros
- Aulacocyclus
- Ceracupes
- Comacupes
- Cylindrocaulus
- Taeniocerus